# Faixa de rodagem

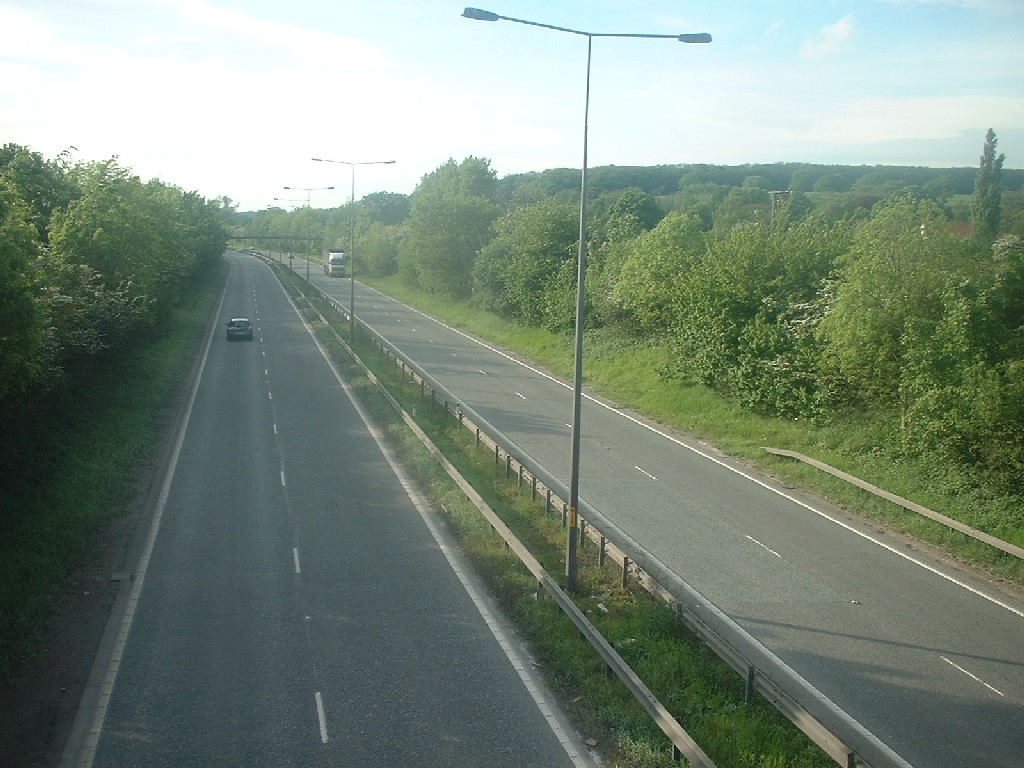
Estrada em Kingston upon Hull (Reino Unido) com 2 faixas de rodagem (1 para cada sentido) separadas fisicamente. Cada uma das faixas de rodagem comporta 2 vias/filas.

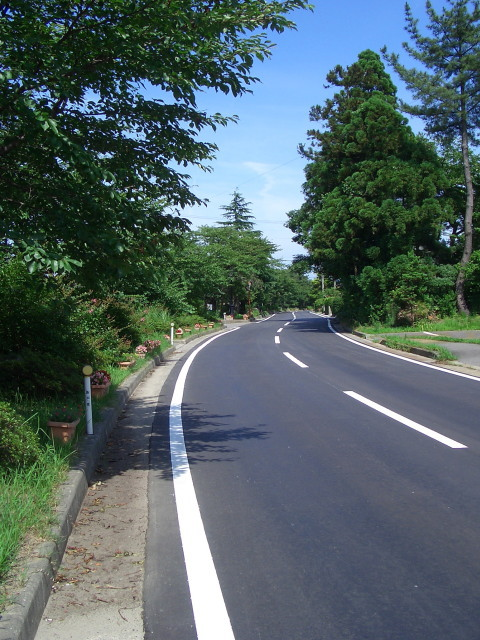
Estrada com 1 faixa de rodagem e 2 vias/filas, 1 para cada um dos sentidos de trânsito, em Niigata (Japão).

Designa-se faixa de rodagem (português europeu) ou pista (português brasileiro) a parte de uma rua ou de uma estrada destinada à circulação de veículos, automóveis ou outros.
Uma faixa de rodagem contém uma ou mais vias de trânsito (português europeu) ou faixas de trânsito (português brasileiro). Sua zona exterior, na qual não se deve circular excepto em circunstâncias especiais, pode ser denominada de passeio ou de berma (português europeu) ou acostamento (português brasileiro). As bermas e passeios não são considerados como integrantes das faixas de rodagem.
Nas autoestradas e vias rápidas há duas ou mais vias/filas por cada sentido de circulação, separadas por ilhas ou outros espaços.
Entre faixas de rodagem podem existir refúgios para atravessamentos pedonais.
No caso das ruas urbanas, a faixa de rodagem está normalmente separada do passeio destinado à presença e circulação pedonal).